# Peter Alheit
Peter Alheit (* 22. September 1946 in Naumburg) ist ein deutscher Erziehungswissenschaftler und Soziologe. Er war bis zur Emeritierung 2011 Inhaber des Lehrstuhls für Allgemeine Pädagogik an der Georg-August-Universität Göttingen.

## Leben und wissenschaftlicher Werdegang
Peter Alheit verbrachte seine Schulzeit in Kassel und studierte von 1966 bis 1971 Theologie, Philosophie, Soziologie und Pädagogik in Bielefeld, Göttingen, München und Marburg; die religionsphilosophische Erstpromotion zum Thema „Wissenschaft und Ethik bei Max Weber“ erfolgte 1971. Nach Tätigkeiten als wissenschaftlicher Mitarbeiter des Pädagogisch-Theologischen Instituts, Kassel, und des Comenius-Instituts, Münster, folgte 1977 an der Gesamthochschule Kassel die sozialwissenschaftliche Zweitpromotion. Im Jahr 1978 nahm er den Ruf auf eine Professur für nichtinstitutionelle Erwachsenenbildung an der Universität Bremen an. Es folgten Gastprofessuren an der University of Wales, an der Università degli Studi Firenze sowie von 1994 bis 1995 eine Humboldt-Professorship of the Danish Research Academy am Universitetscenter Roskilde. 1997 erfolgte der Ruf auf den Lehrstuhl für Pädagogik mit dem Schwerpunkt außerschulische Pädagogik an der Georg-August-Universität Göttingen.

## Leistungen
Peter Alheit hat mit seiner Arbeitsgruppe dem Konzept „Biographie“ sozialwissenschaftlich und pädagogisch neue Perspektiven erschlossen. Soziologisch überwindet seine Biographietheorie die klassische Differenz zwischen Subjekt und Gesellschaft, zwischen Struktur und Handlung. Erziehungswissenschaftlich verweist sein biographischer Ansatz nicht nur auf die sozialen und lebensweltlichen Kontexte pädagogischen Handelns und Erlebens, er macht in einer sozialkonstruktivistischen Deutung individueller Lernprozesse auch die prinzipiellen Ressourcen aller Lernenden fassbar. Mit seinem Begriff „Biographizität“ wird eine Fähigkeit von Menschen in modernen Gesellschaften konzipiert, die zum zivilen Überleben notwendige Kompetenz, eigene Erfahrungen an neue gesellschaftliche Herausforderungen anzuschließen und dabei immer neue Ideen für individuelle und soziale Problemlösungen zu finden. Alheit veranlasste eine Vergleichsstudie dreier postsozialistischer Teilgesellschaften, der Grenzregionen zwischen Polen, Tschechien und Ostdeutschland, oder in langjährig und mehrfach durchgeführten Hochschulvergleichsstudien in sieben europäischen Ländern, schließlich in einem umfangreichen Vergleich von Autobiographien vom Ende des 18. Jahrhunderts bis zur Gegenwart. Alheit gilt daneben als einer der Protagonisten der soziokulturellen Bewegung in der Bundesrepublik, als Lifelong-Learning-Spezialist in Europa und als Experte für Analysen der Folgen des demographischen Wandels in modernen westlichen Gesellschaften.

## Werke (Auswahl)
- Alltagsleben, Frankfurt, New York: Campus 1983.
- mit Bettina Dausien: Arbeitsleben, Frankfurt, New York: Campus 1985.
- Kultur und Gesellschaft, Bremen: Bremen University Press 1992.
- Zivile Kultur, Frankfurt, New York: Campus 1994.
- Autobiographie und ästhetische Erfahrung, Frankfurt, New York: Campus 2006.
- mit Frank Schömer: Der Aufsteiger. Autobiographische Zeugnisse zu einem Prototyp der Moderne von 1800 bis heute, Frankfurt, New York: Campus 2009, ISBN 3-5933-8857-X.
- mit Morten Brandt: Autobiographie und ästhetische Erfahrung. Entstehung und Wandel des Selbst in der Moderne, Frankfurt, New York: Campus 2006, ISBN 3-5933-7991-0.
- mit Kerstin Bast-Haider und Petra Drauschke: Die zögernde Ankunft im Westen. Biographien und Mentalitäten in Ostdeutschland. Frankfurt, New York: Campus 2004, ISBN 3-5933-7484-6.
- mit Hanna Haack: Die vergessene „Autonomie“ der Arbeiter. Eine Studie zum frühen Scheitern der DDR am Beispiel der Neptunwerft, Berlin: Karl Dietz Verlag 2004, ISBN 3-3200-2051-X.

Herausgeberschaften
- mit Erika M. Hoerning: Biographisches Wissen. Frankfurt, New York, Campus 1989.
- mit Wolfram Fischer-Rosenthal: Biographien in Deutschland.  Westdeutscher Verlag, Opladen 1995.
- mit Irena Slachcicowa und Frantisek Zich: Biographien im Grenzraum. Neisse Verlag, Dresden 2006, ISBN 3-9340-3823-9.
- mit Heide von Felden: Lebenslanges Lernen und erziehungswissenschaftliche Biographieforschung. VS Verlag, Wiesbaden 2009.
- mit Heide von Felden: Lebenslanges Lernen und erziehungswissenschaftliche Biographieforschung. Konzepte und Forschung im europäischen Diskurs, VS Verlag für Sozialwissenschaften,  Wiesbaden 2009, ISBN 3-5311-5600-4.
- mit Linden West, Anders Siig Andersen and Barbara Merrill: Using Biographical and Life History Approaches in the Study of Adult and Lifelong Learning. European Perspectives, Peter Lang, Frankfurt am Main 2007.